# Nationalpark Kleine Fatra
Der Nationalpark Kleine Fatra (slowakisch Národný park Malá Fatra) ist ein slowakischer Nationalpark im Nordwesten des Landes. Er erstreckt sich auf einem Teil des Gebirges Kleine Fatra. Der Nationalpark wurde im Jahr 1988 gegründet, nachdem auf ungefähr gleichem Gebiet schon seit 1967 ein Landschaftsschutzgebiet bestand, um das Gebirge besser vor negativen Zivilisations-Einflüssen zu schützen.
Der Sitz der Verwaltung befindet sich in Varín.

## Geographie

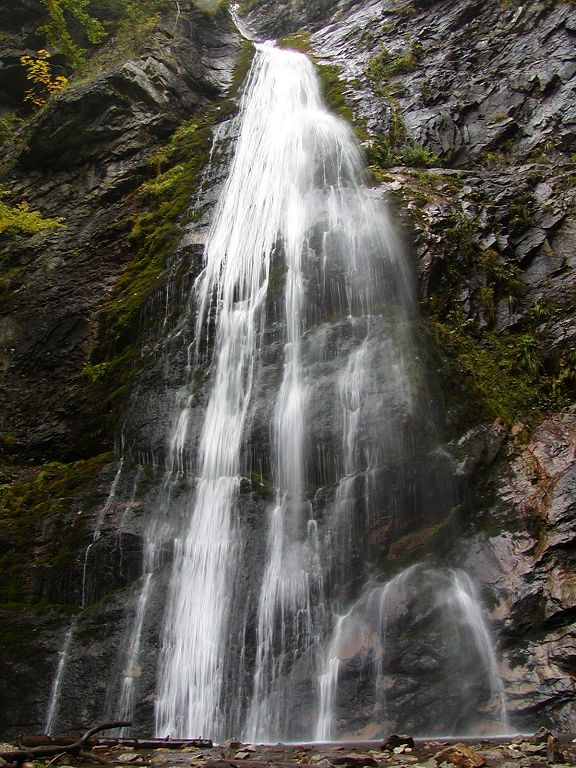
Wasserfall Šútovský vodopád

Der Nationalpark liegt im politischen Bezirk Žilinský kraj (Okresy Žilina, Martin und Dolný Kubín) und erstreckt sich auf dem Ostteil der Kleinen Fatra, die (nach dem Berg Veľký Kriváň) den Namen Krivánska Fatra trägt, also zwischen dem Waag-Engpass bei Strečno und dem Anfang des Gebirges Oravská Magura bei Zázrivá. Die Größe der Kernzone beträgt 226,30 km², die Schutzzone ist 232,62 km² groß, insgesamt 458,92 km². Die Schutzzone umfasst zusätzlich einen Teil des Talkessels Žilinská kotlina, einen kleinen Teil des zweiten Bestandteils der Kleinen Fatra, die Lúčanská Fatra, sowie die Šípska Fatra am linken Ufer der Orava, teilweise schon im Okres Ružomberok. Zusammen mit dem ungarischen Donau-Eipel-Nationalpark ist der Nationalpark Kleine Fatra der westlichst gelegene Nationalpark im gesamten Karpatenbogen (es gibt jedoch noch einige Landschaftsschutzgebiete).
Der höchste Berg ist der Veľký Kriváň mit 1709 m n.m. Ein bekanntes Tal im Nationalpark ist das Vrátna-Tal.

## Flora und Fauna

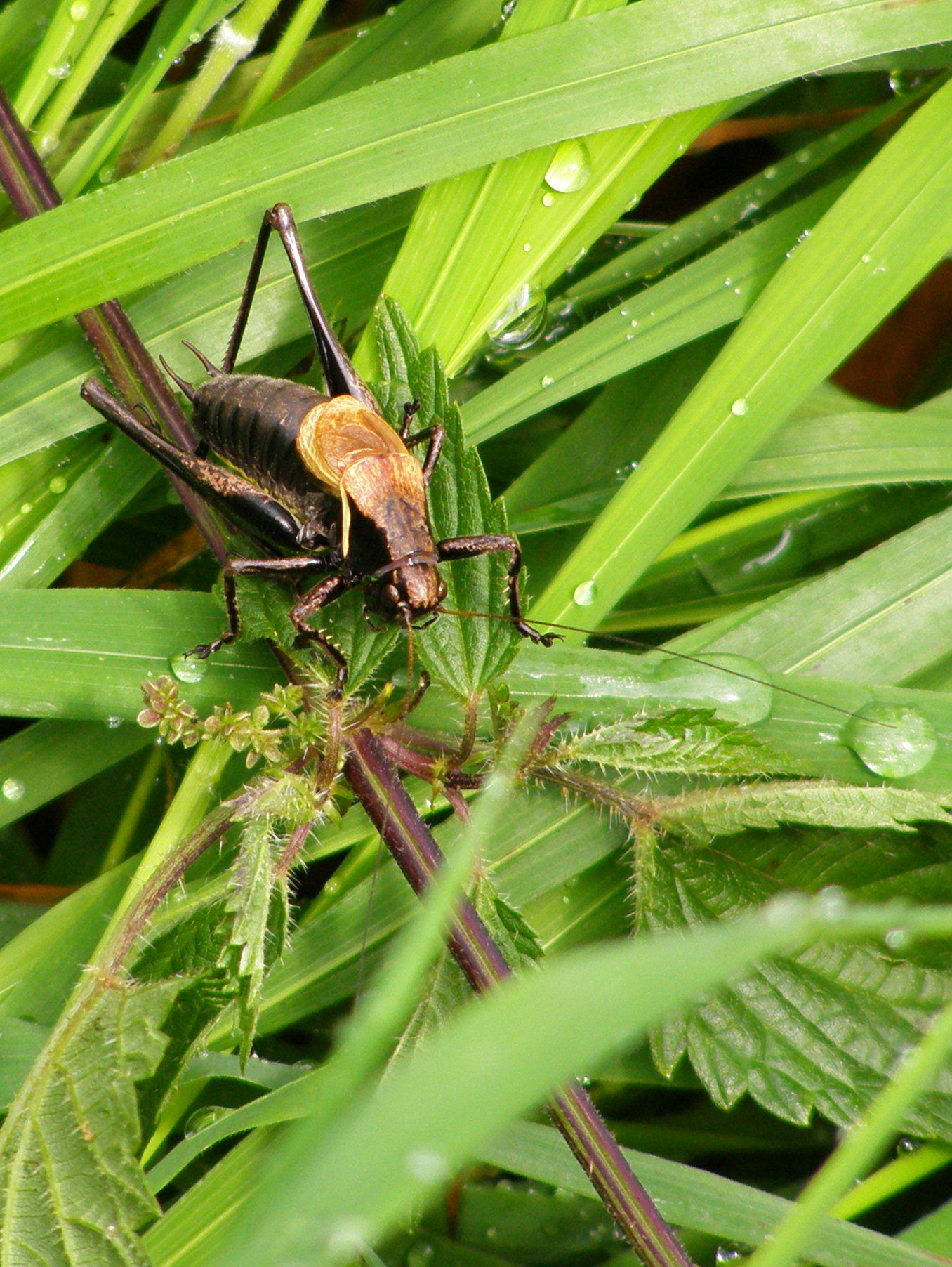
Eine Alpen-Strauchschrecke in Ostrá skala

Etwa zwei Drittel des Nationalparks sind bewaldet. Der Laubwald bedeckt etwa 60 % davon, im Gegensatz zum Nadelwald (40 %), häufigste Bäume sind Buchen und Fichten, seltener kommen Tannen, Bergkiefer und Ahorne vor.
In der großen Artenvarietät sind folgende Arten/Gattungen nur einige Beispiele:
- Enziane (Clusius-Enzian)
- Aurikel
- Nelken
- Rundblättriger Sonnentau
- Cypripedioideae (Gelber Frauenschuh)

Dazu wachsen auch einige Endemite auf dem Gebiet des Nationalparks Alchemilla sojakii, Alchemilla virginea (Gattung Frauenmantel), Euphrasia stipitata (Gattung Augentroste) und Sorbus margittaiana (Gattung Mehlbeeren).
Im Nationalpark kann man aus dem Bereich der Wirbeltiere z. B. Steinadler, Uhus, Schwarzstörche, Braunbären,  Eurasische Luchse, Steinmarder, Fischotter, Wildkatzen und Wölfe finden.

## Tourismus

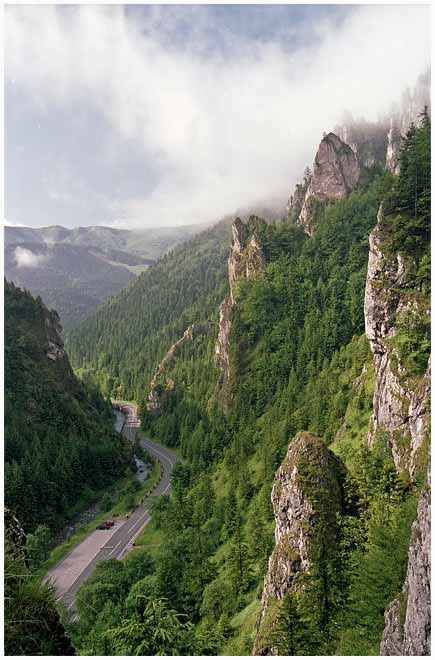
Nationales Naturreservat Tiesňavy

Zu einigen Sehenswürdigkeiten im und um den Nationalpark gehören:
- die Krýštálová jaskyňa (Kristall-Höhle) unterhalb des Bergs Malý Rozsutec, mit Calcit-Dekoration
- der 38 m hohe Wasserfall von Šútovo
- nationales Naturreservat Tiesňavy
- Burg Strečno und Burg Starhrad beim Domašín-Mäander der Waag
- traditionelle Volksarchitektur (Štefanová) und Zentren der slowakischen Folklore (z. B. Terchová)

## Besonderer Naturschutz
- Národné prírodné rezervácie (NPR, Nationale Naturreservate)

Chleb (412,87 ha, seit 1967)
Kľačianska Magura (204,47 ha, 1976)
Krivé (203,72 ha, 1979)
Prípor (272,27 ha, 1980)
Rozsutec (841,55 ha, 1967)
Sokolec (199,24 ha, 1980)
Starý hrad (85,42 ha, 1967)
Suchý (429,42 ha, 1979)
Šrámková (243,65 ha, 1967)
Šútovská dolina (526,65 ha, 1967)
Tiesňavy (479,21 ha, 1967)
Veľká Bránica (332,09 ha, 1967)
- Prírodné rezervácie (PR, Naturreservate)

Hajasová (7,17 ha, seit 1976)
Hrádok (6,75 ha, 1976)
Pod Rígľom (14,23 ha, 1984)
Veľká Lučivná (66,38 ha, 1964)